# Bernard Lemaître
Bernard Lemaître, né le 16 décembre 1938, est un homme d'affaires et dirigeant de rugby à XV français. Il est président du RC Toulon depuis février 2020.

## Biographie
De 1970 à 1977, il est président du club de Mérignac, alors en première division.
En 1978, il crée l'entreprise française de biotechnologie Stedim avec Bernard Vallot. Stedim est créé sur le concept des poches de nutrition intraveineuse puis s'est rapidement orientée vers le marché des systèmes-poches à usage unique destinés à remplacer la « cuverie traditionnelle » en Inox ou en verre où se réalise la fabrication des biomédicaments. Stedim est basée à Aubagne et cotée en bourse à Paris. En 2007, la société allemande Sartorius prend le contrôle de Stedim en achetant 50 % de son capital détenu par les fondateurs, pour 152 millions d'euros. Bernard Lemaître reste actionnaire et administrateur du nouvel ensemble baptisé Sartorius Stedim Biotech.
En avril 2007, il crée une holding baptisée Financière de la Seigneurie dont le siège social est à La Ciotat pour recueillir et exploiter les fruits de la cession de sa société industrielle.
En juin 2018, sa holding devient actionnaire du club de rugby à XV de Toulon, le RC Toulon, avec une prise de participation à hauteur de 25 % du capital du club. L'été suivant, elle augmente sa participation à hauteur de 44 % du capital. En décembre 2019, elle devient finalement actionnaire majoritaire du RCT (65 %). Il laisse cependant le rôle de président à Mourad Boudjellal, président depuis 2006. Enfin, le 11 février 2020, la Financière de la Seigneurie achète les dernières parts de Mourad Boudjellal et détient 99 % des parts du capital. Bernard Lemaître prend alors la présidence du club.
Candidat pour intégrer le comité directeur de la Ligue nationale de rugby en qualité de représentant des clubs de Top 14 lors de l'assemblée générale du 10 juillet 2020, Didier Lacroix, président du Stade toulousain, lui est préféré,. Il est finalement élu à ce poste le 23 mars 2021 lors du renouvellement complet du comité directeur. Il démissionne de ce poste en 2024 en précisant « se sentir inutile » au sein de ce comité directeur.